# Кинтаро (мифология)
Кинтаро (яп. 金太郎 кинтаро:, «Золотой мальчик») — японский легендарный герой.

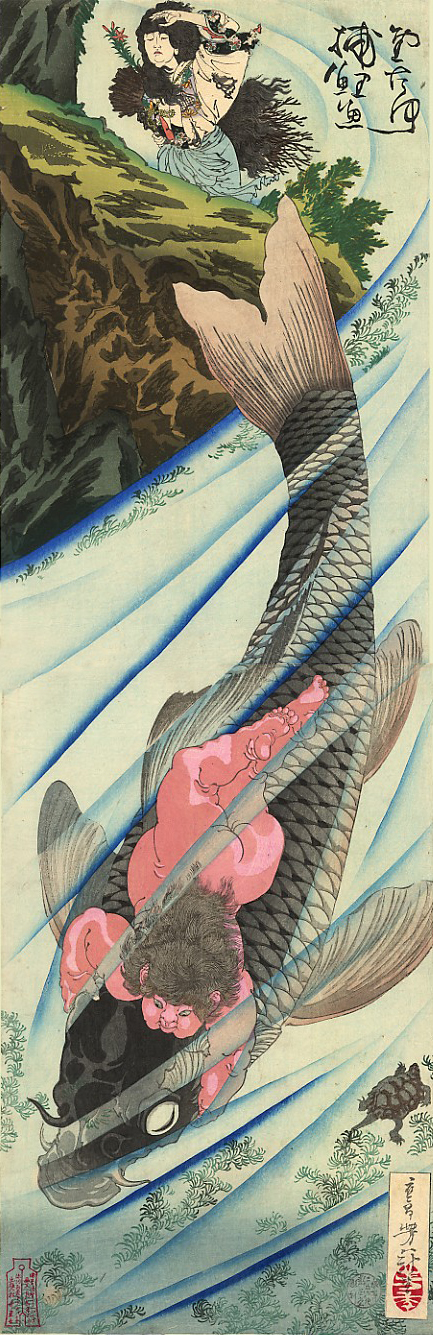
Молодой Кинтаро сражается с гигантским карпом.
— Цукиока Ёситоси

С детства Кинтаро обладал сверхчеловеческой силой. По легенде, он был воспитан Яма-уба на горе Асигара. Повзрослев, Кинтаро стал верным последователем Минамото Ёримицу (также известного как Райко) под новым именем Саката Кинтоки (яп. 坂田 金時).

## Прототип
Прототипом Кинтаро считается Саката Кинтоки (яп. 坂田公時) — самурай знаменитого героя Минамото Ёсимицу. Он жил в 956—1012 годах в период Хэйан и умер от лихорадки во время похода против пиратов острова Кюсю. Считается, что он похоронен в святилище Курихара (яп. 栗柄神社). Жизнь и подвиги Сакаты Кинтоки позднее обросли мифами и легендами.
Исследовательница японской мифологии Норико Т. Райдер предполагает, что Кинтаро в действительности звали Симоцукэ Кинтоки. Он был служителем (тонэри) императора Коноэ. В обязанности тонэри в период Хэйан входило участие в обрядах, скачках, стрельбе из лука и охрана императорского дворца. Кинтоки упоминался как один из лучших танцоров и певцов кагура.

## Легенды
Существует несколько легенд о рождении Кинтаро. По одной из популярных версий, он был сыном Яэгири (яп. 八重桐), дочери богатого человека Симан-тё:дзя. Отцом Кинтаро был известный самурай из Киото. Вскоре после женитьбы на возлюбленной он из-за клеветы мнимых друзей впал в немилость при дворе и был выслан из столицы. Не прошло и двух лун, как он скончался, оставив жену одну. Женщина бежала, опасаясь мести людей, оклеветавших её мужа, и скрылась в горах Асигара. В глухом лесу она родила мальчика и назвала его Кинтаро. А саму Яэгири стали называть Яма-уба.
С детства Кинтаро обладал необычайной физической силой, «восьми лет от роду свободно поднимал он каменную ступку». Он ходил по лесу с огромным топором за спиной, помогая лесорубам валить деревья. Кинтаро нашёл друзей среди животных и мог понимать их язык. В многочисленных легендах рассказывается о приключениях Кинтаро: его сражениях с монстрами и демонами-они, участии в сумо, борьбе с огромным карпом.
Повзрослев, Кинтаро сменил свое имя на Саката Кинтоки. Однажды в горах он встретил самурая Минамото Ёсимицу. Тот был впечатлён огромной силой Кинтаро, и поэтому привёз его с собой в Киото в качестве личного слуги. Кинтоки изучал там боевые искусства и в итоге стал главой ситэнно (яп. 四天王, «Четыре небесных царя»). Это название отсылает к буддийскому представлению о четырёх небесных царях. По легенде, ситэнно при помощи обмана — снотворного, подмешанного в сакэ, — победили демона по имени Сютэн Додзи (яп. 酒呑童子).
По другой версии, Кинтаро встретил Усуи Садамицу, посланника Минамото Райко, убедившего его служить у князя Саката. Саката дал Кинтаро новое имя — Саката Кинтоки.

## Галерея

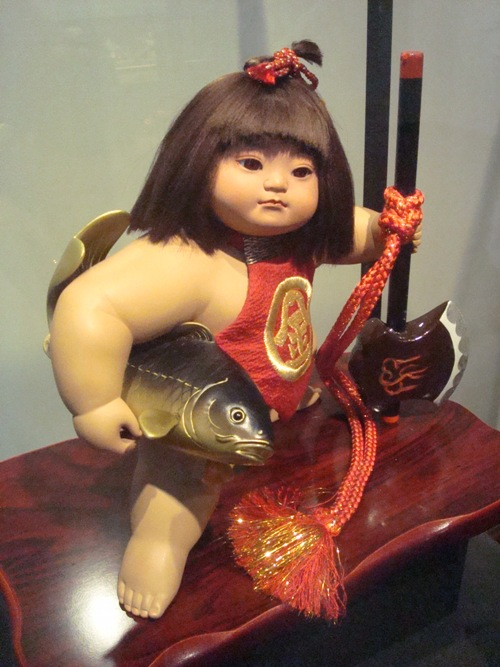
Кукла Кинтаро.
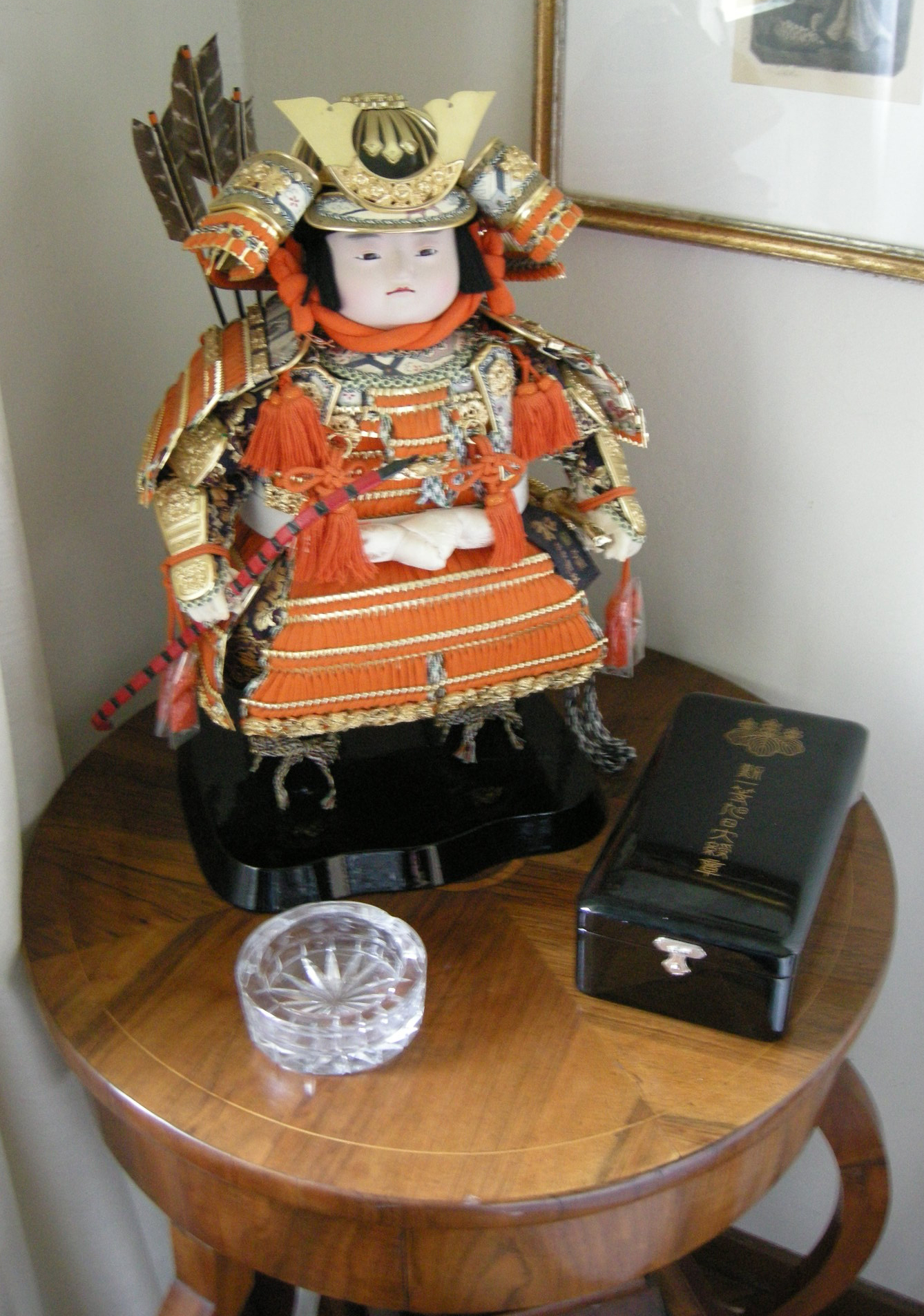
Другой вариант куклы Кинтаро.
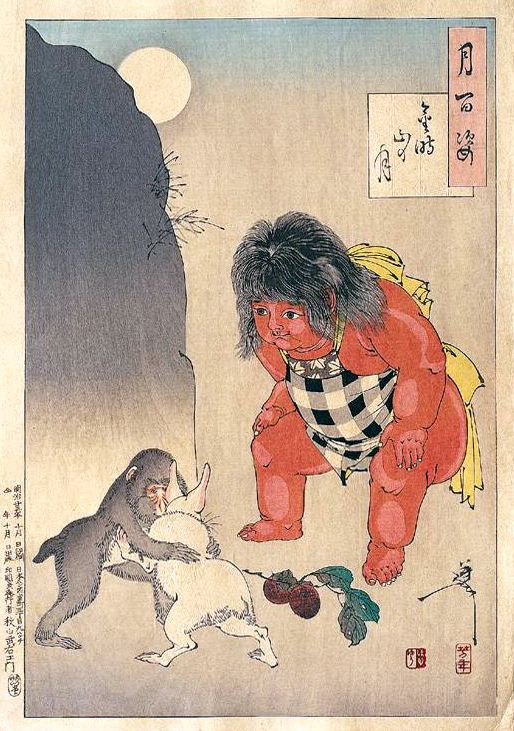
Кинтаро наблюдает за боем обезьяны и зайца. Цукиока Ёситоси «Сто видов луны», 87.
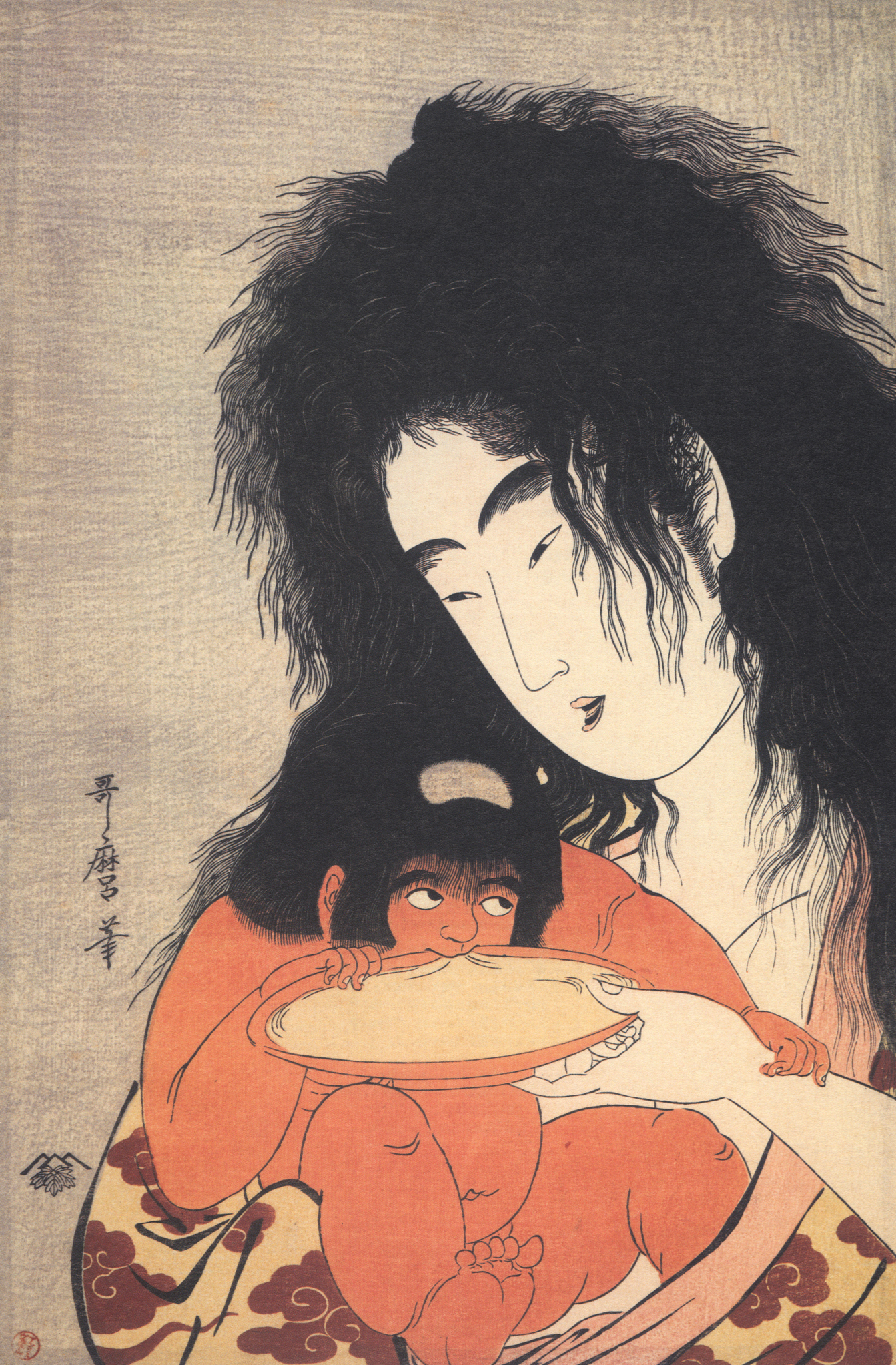
Ямауба и Кинтаро. Китагава Утамаро.
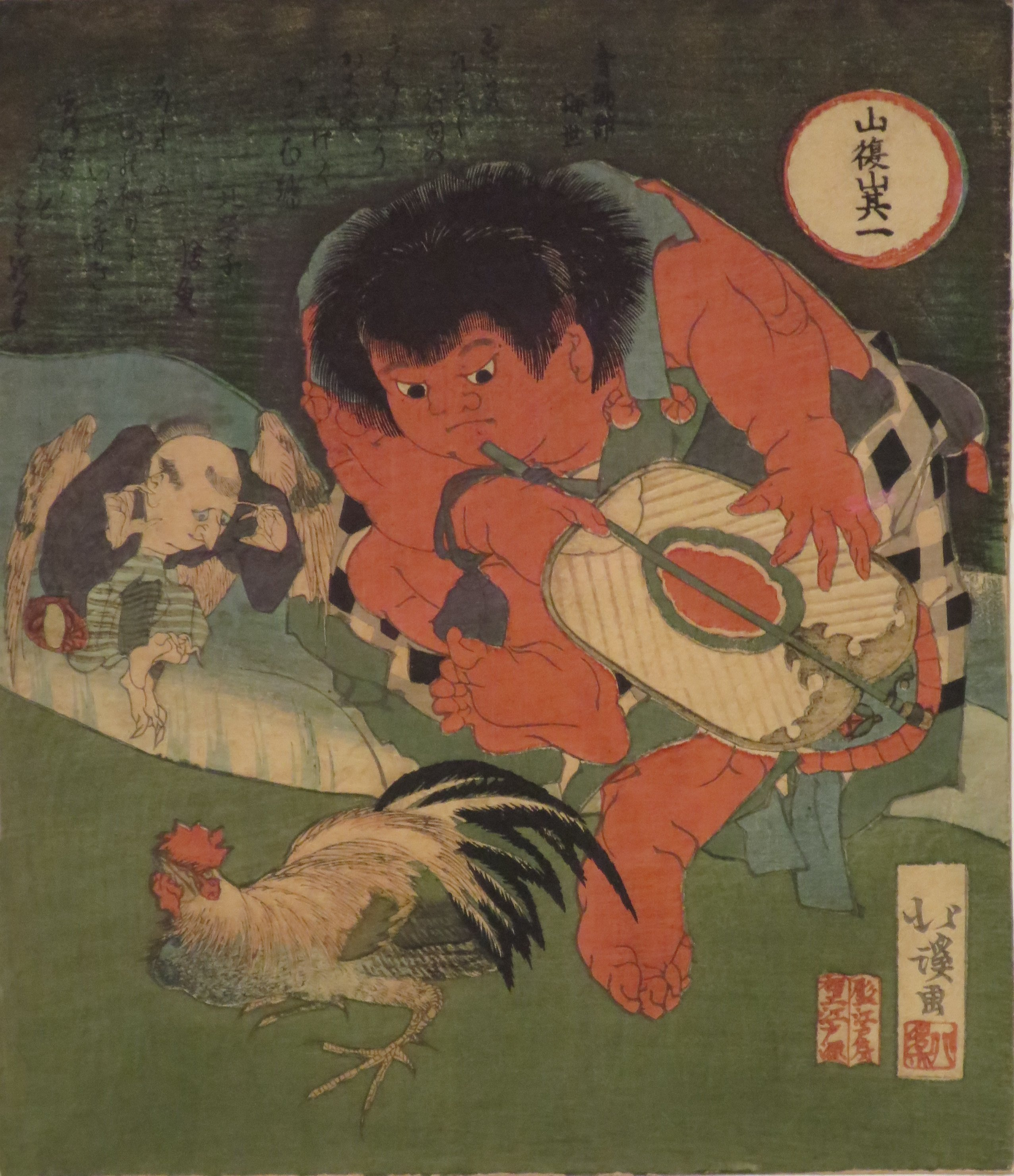
Кинтаро судит бой петуха и Тэнгу. Тотоя Хоккэй
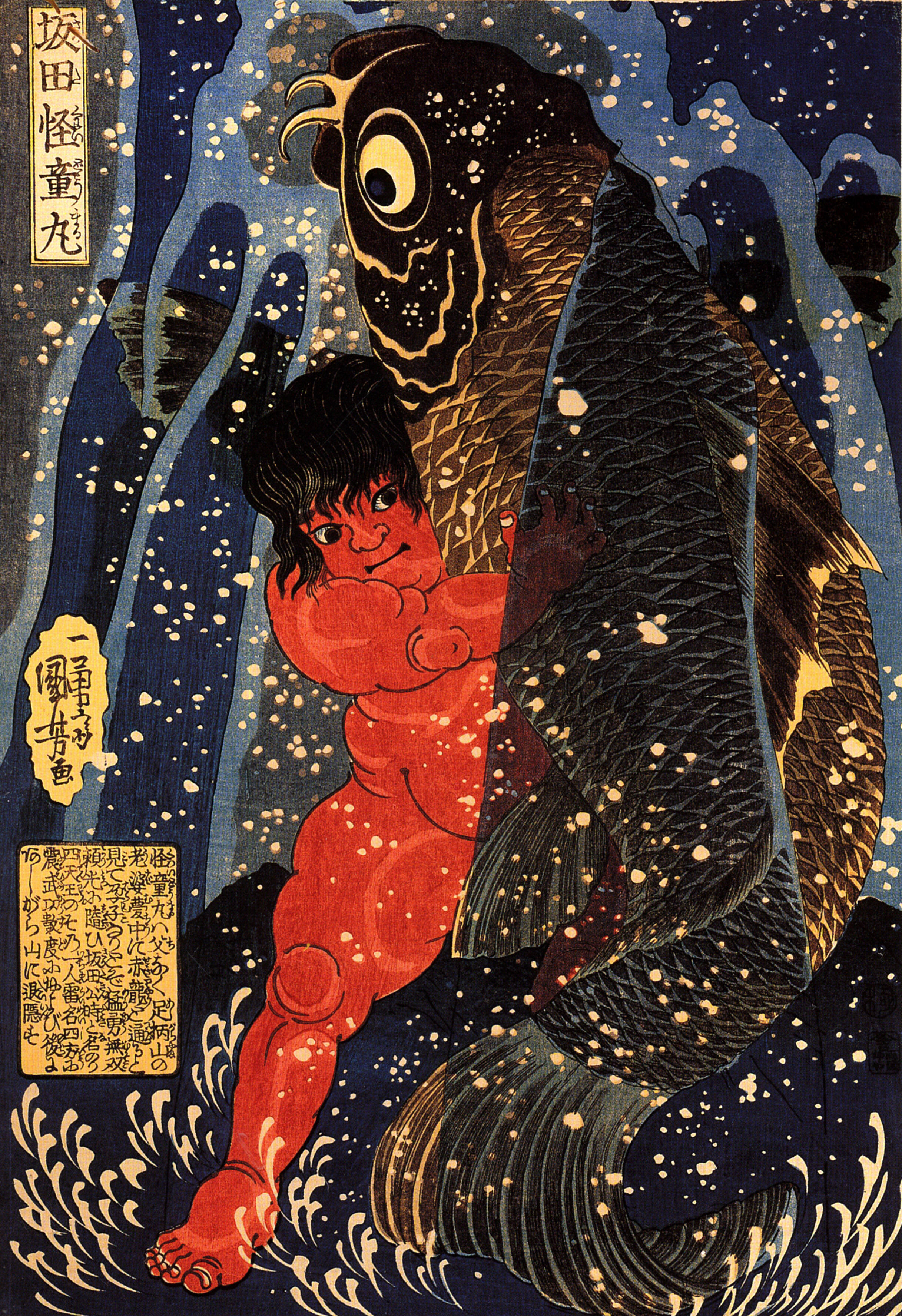
Кинтаро борется с гигантским карпом. Утагава Куниёси.

## Образ в культуре

#### Традиционная культура
Впервые Кинтоки появляется в сборнике «Коконтёмондзю. В дальнейшем он фигурировал в легендах отоги-дзоси, но только в период Эдо Кинтаро стал очень популярным персонажем.
Детство Кинтаро впервые описывается в дзёрури «Гэндзи-но-юраи» (яп. 源氏のゆらひ), где он предстаёт в роли самурая. История героя Кин из Кимпира-дзёрури (яп. «Кимпира-дзёрури» ja, 金平浄瑠璃), популярной в Эдо в 1670-х годах, легла в основу легенды о Кинтаро.
Образ Кинтаро фигурирует в постановках театра но и кабуки, токивадзу, нагауте.
Помимо этого, Кинтаро часто изображали известные художники: Тории Киёнага, Цукиока Ёситоси, Утагава Куниёси, Китагава Утамаро, Кацусика Хокусай.

#### Места, связанные с Кинтаро
У подножия горы Асихара в районе Хаконэ находится святилище Кинтоки, посвящённое Кинтаро. Неподалёку от него лежит гигантский валун, по легенде, разрубленный самим Кинтаро. Здесь же в День детей проводится фестиваль. Дети до 12 лет могут принять участие в боях сумо и танцевальном мероприятии.
Другое памятное место — водопад Юхи-но-таки. Говорят, именно здесь купали новорождённого Кинтаро, а позже перед водами этого водопада Кинтаро сменил имя.

### Современная культура
Образ Кинтаро пользуется популярностью в современной массовой культуре. Его чаще всего изображают с топором в красном фартуке харакагэ с иероглифом 金 («кин», первый иероглиф в имени Кинтаро). Другой популярный сюжет — Кинтаро, побеждающий медведя или карпа.
В манге "Повесть о конце света" представлен как один из бойцов на стороне человечества, однако носит имя Саката Кинтоки

#### Сладости
Кинтаро-амэ — японская сладость; леденец с изображением лица Кинтаро. Считается, что подобные конфеты появились уже в период Эдо, но первоначально на них изображались окамэ и фукусукэ. В период Мэйдзи их место занял Кинтаро. В настоящее время леденец продолжает пользоваться популярностью. Помимо Кинтаро на конфетах можно встретить лица других популярных персонажей, фрукты и цветы.
В честь Кинтаро назван один из видов какигори — удзикинтоки (яп. 宇治金時) с добавлением пасты из бобов адзуки, которую также называют «кинтоки». Это связано с тем, что Кинтаро на гравюрах часто изображен с красной кожей.